# Пото (река)
Пото (англ. Poteau) — река в штатах Арканзас и Оклахома. Это единственная река в Оклахоме, которая течёт на север, и седьмая по величине река в штате. Является притоком реки Арканзас, которая сама является притоком Миссисипи. Длина реки Пото 141 мили (227 км).

## Этимология
Poteau — это французское слово, означающее «столб», и считается, что река была названа в 1716 году французскими исследователями во главе с Бернаром де ла Гарпом, который использовал столб или кол, чтобы отметить устье реки. Соседний город Пото, в штате Оклахома, получил своё название от реки.

## География

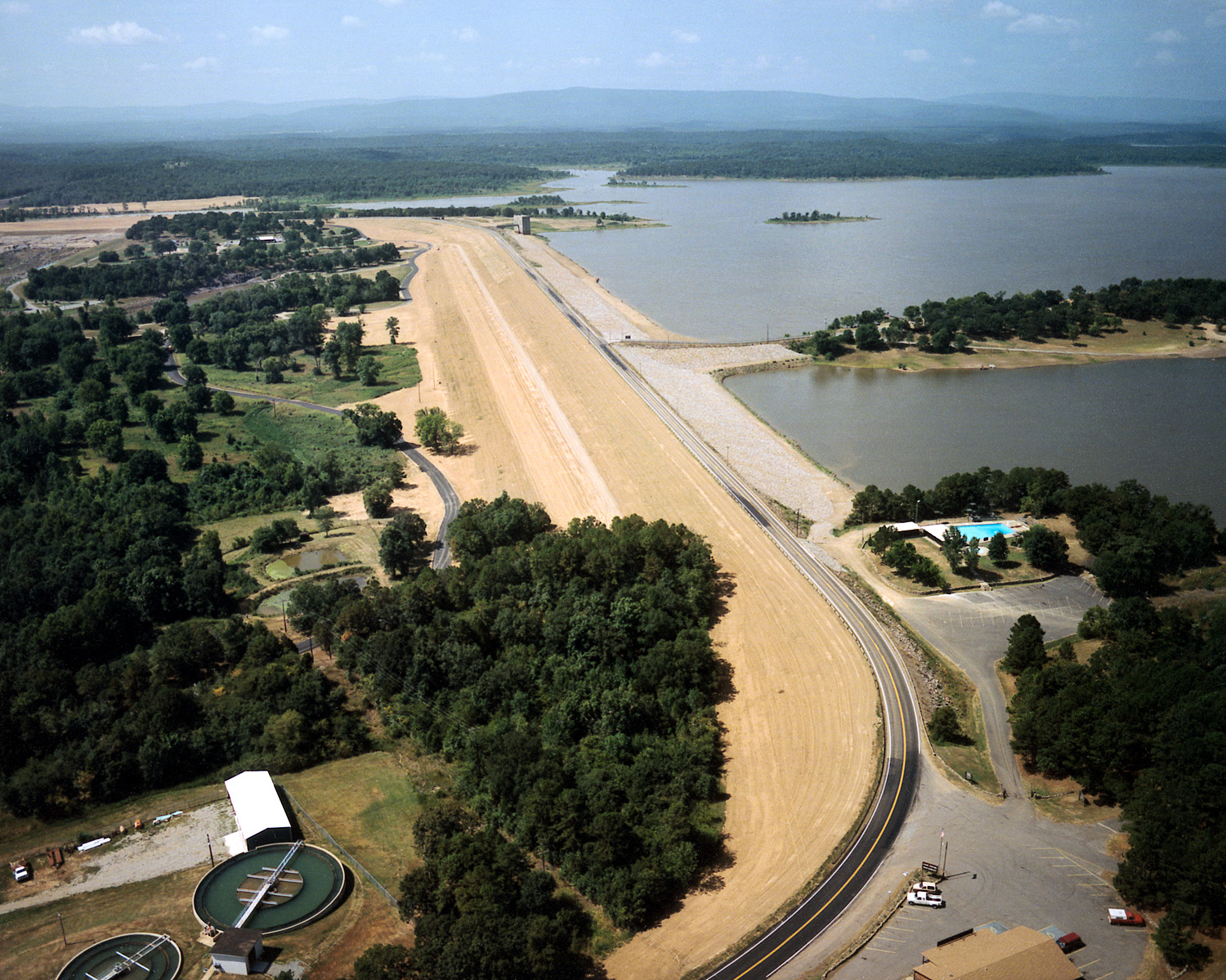
Озеро Вистер и плотина на реке Пото

Река Пото берёт начало в 3 км к югу от горы Би возле Уолдрона, штат Арканзас, и сходится с рекой Арканзас в районе Бель-Пойнт в Форт-Смит (Арканзас), где на небольшом расстоянии служит границей между двумя штатами. К притокам реки Пото относятся ручьи Фурш-Малин, Бразилия и Санс-Буа. Известные города расположены вдоль реки, в порядке от истока до устья, включают — Wister, Heavener, Poteau, Panama, Spiro, Fort Coffee (все в Оклахома) и Форт-Смит (Арканзас).